# Esporte Clube São Bento (Santa Catarina)
O Esporte Clube São Bento, conhecido como EC São Bento, é um clube de futebol sediado na cidade de São Bento do Sul, Santa Catarina.

## História
O clube foi fundado em 11 de abril de 2006 para disputar a Série C do Campeonato Catarinense do mesmo ano. O clube somou apenas 1 ponto na competição, em um empate em casa contra o Brusquense pelo placar de 0-0. Após a competição, o clube foi desativado e se licenciou do futebol profissional.